# Eusparassus subadultus
Eusparassus subadultus là một loài nhện trong họ Sparassidae.
Loài này thuộc chi Eusparassus. Eusparassus subadultus được Embrik Strand miêu tả năm 1906.